# Saccoderma melanostigma
Saccoderma melanostigma es una especie de peces de la familia Characidae en el orden de los Characiformes.

## Alimentación
Come  larvas de mosquito.

## Hábitat
Vive en zonas de clima tropical entre 23 °C - 27 °C de temperatura.

## Distribución geográfica
Se encuentran en Sudamérica:  cuenca del lago Maracaibo en Venezuela.